# ボーンマス交響楽団
ボーンマス交響楽団（Bournemouth Symphony Orchestra）は、イギリスのオーケストラである。かつてはイギリス南部の都市ボーンマスを本拠地としていたが、2006年から近接する都市プールに拠点を移している。

## 歴史
1893年、ボーンマス市立管弦楽団（Bournemouth Municipal Orchestra）として設立。当初は管楽器奏者のみで構成される小オーケストラだったが、程なくフルオーケストラに拡大し、イギリスの同時代作品の演奏を中心に活動した。エルガーやホルストも自作を指揮している。1954年、チャールズ・グローヴズ在任中に現在の名前に改称。以降、コンスタンティン・シルヴェストリ、パーヴォ・ベルグルンド、アンドルー・リットン、マリン・オールソップらが首席指揮者を務めた。2008年からはウクライナ人若手指揮者のキリル・カラビツが首席指揮者に就任している。
レコーディング活動も豊富に行っており、300枚以上のディスコグラフィがある。主なものに、パーヴォ・ベルグルンド指揮のシベリウス交響曲全集、グラミー賞を受賞したアンドルー・リットン指揮のウォルトン《ベルシャザールの饗宴》などがある。近年はナクソス・レーベルへの録音が多い。
かつては"姉妹楽団"として、より小規模な作品を演奏するために1968年に設立されたボーンマス・シンフォニエッタ（Bournemouth Sinfonietta）というオーケストラが存在した。このオーケストラは、後に独立した楽団として演奏・録音活動を行ったが、1999年に財政的理由で解散している。

## 歴代首席指揮者
- 1893年-1934年: ダン・ゴドフリー
- 1934年-1939年: リチャード・オースティン
- 1939年-1947年: モンタギュー・バーチ
- 1947年-1951年: ルドルフ・シュワルツ
- 1951年-1961年: チャールズ・グローヴズ
- 1962年-1969年: コンスタンティン・シルヴェストリ
- 1972年-1979年: パーヴォ・ベルグルンド
- 1980年-1982年: ウリエル・セガル
- 1982年-1988年: ルドルフ・バルシャイ
- 1988年-1994年: アンドルー・リットン
- 1995年-2000年: ヤコフ・クライツベルク
- 2002年-2008年: マリン・オールソップ
- 2008年-2024年: キリル・カラビツ
- 2024年-      : マーク・ウィッグルスワース
  - 1969年-1972年の間、ジョージ・ハーストが事実上の首席指揮者を務めている。
  - 1974年-1976年にはサイモン・ラトルが副指揮者に就任している（ラトルの最も初期のキャリアの一つである）。